# Paul Pamard
Pour les articles homonymes, voir Pamard.

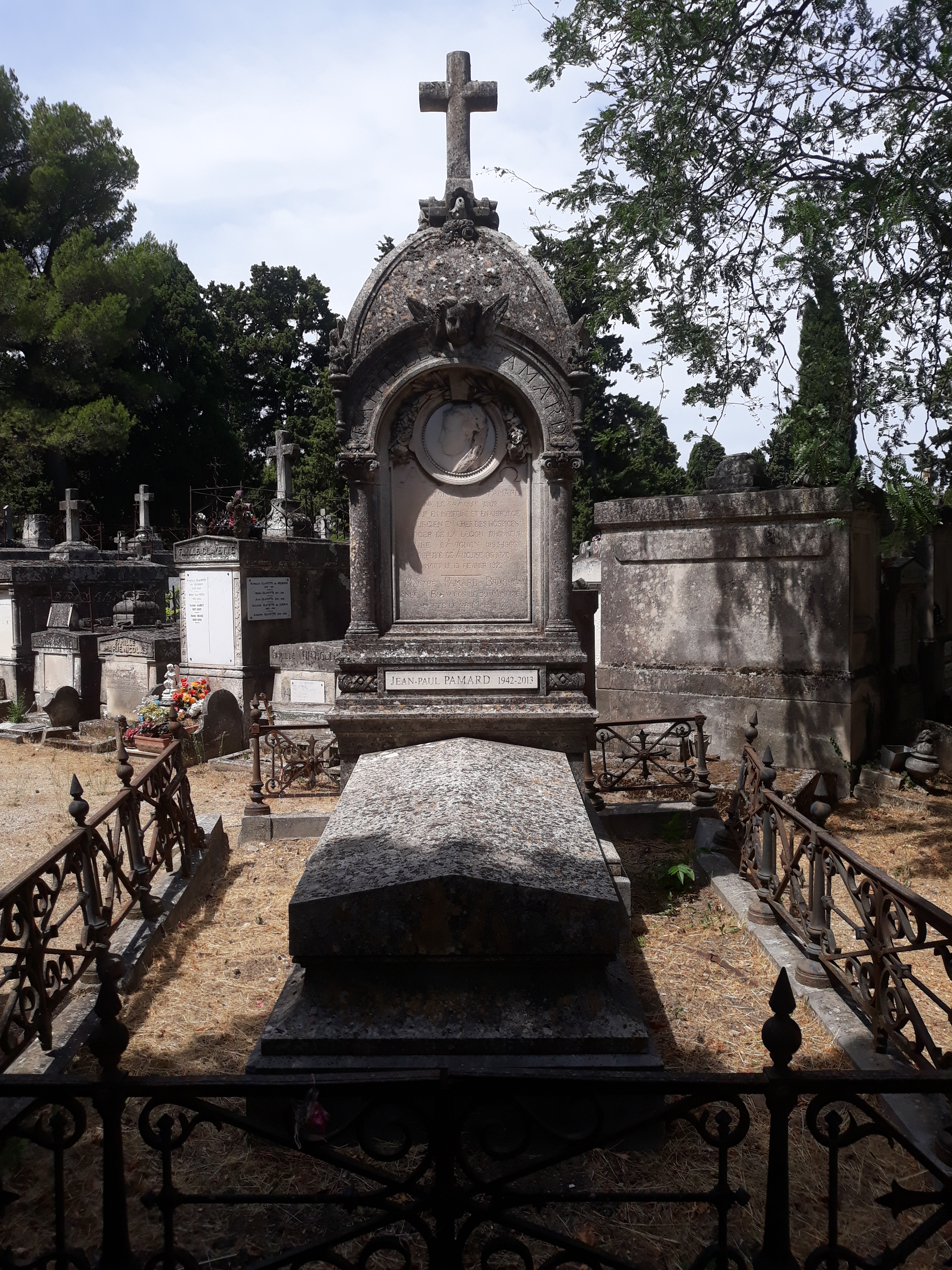
Vu de sépulture de Paul Pamard au Cimetière Saint-Véran à Avignon.

Paul Antoine Marie Pamard, né le 24 août 1802 à Avignon (Vaucluse) et mort le 13 février 1872  dans la même ville, est un homme politique français.

## Biographie
Issu d'une famille de médecins, et fils du chirurgien Jean-Baptiste Pamard, il suit ses études médicales à Paris, où il obtient son doctorat en 1825. De retour à Avignon, il devient chirurgien à l'Hôtel Dieu. Au cours de sa carrière, il a réalisé quelques progrès dans la lithotripsie, l'opération de la cataracte, et la ligature des grosses artères.

## Carrière politique
Sa carrière politique débute par son élection à la mairie d'Avignon, puis comme conseiller général du canton d'Avignon-Sud. Sa première élection comme député date de 1861, à la mort de César Joannis de Verclos. Il sera réélu par deux fois, en 1863 et en 1869. Maire d'Avignon, il a fait construire l'hôtel de ville et tracer la rue de la République.

## Famille
- Pierre Pamard (1669-1728), chirurgien originaire des Flandres, il s'est établi à Avignon.
  - Nicolas-Dominique Pamard (1702-1783)
    - Pierre François Bénézet Pamard (1728-1793), maître en chirurgie, chirurgien en chef des hôpitaux d'Avignon, chirurgien occultiste. Il invente une pique pour tenir l'œil pendant l'opération de la cataracte. Associé à l'Académie royale de médecine en 1784.
      - Jean-Baptiste Antoine Bénézet Pamard (1763-1827), docteur en médecine, maître en chirurgie en 1782. Il est membre de l'Athénée de Vaucluse. Chevalier de la Légion d'honneur[2]
        - Virginie Marie Julie Magdelaine Pamard (1800-1851)
        - Paul Antoine Marie Pamard (1802-1872), docteur en chirurgie en 1825, chirurgien à l'Hôtel-Dieu, professeur de clinique chirurgicale, député du Vaucluse. 
          - Alfred Paul Hippolyte Pamard (1837-1920), docteur en médecine et en chirurgie. Officier de la Légion d'honneur.
            - Paul François Bénézet Pamard (1874-1961), médecin militaire, officier de la Légion d'honneur[3]

          - Ernest Antoine Augustin Pamard (1842-1916), général de division, grand officier de la Légion d'honneur[4]

## Publications
- De la cataracte, et de son extraction par un procédé particulier, thèse présentée et soutenue à la Faculté de Médecine de Paris le 19 mai 1825, pour obtenir le grade de docteur en chirurgie, imprimerie Didot le jeune, Paris, 1825 (lire en ligne)
- Du danger des systèmes en médecine, thèse présentée et soutenue à la Faculté de Médecine de Paris le 4 août 1825 pour obtenir le grade de docteur en médecine, imprimerie Didot le jeune, Paris, 1825 (lire en ligne)
- « Observations ophtalmologiques », dans Annales d'oculistique, 1841, tome 5, p. 157-163 (lire en ligne)
- Mémoires de chirurgie pratique, comprenant la cataracte, l'iritis, les fractures du col du fémur, chez J.-B. Baillière, Paris, 1844, compte-rendu dans Journal de médecine et de chirurgie pratique, tome 15, p. 379-381 (lire en ligne)
- « Remarques et observations sur les plaies d'armes à feu », dans La Revue médico-chirurgicale, 1849, p. 53-56 (lire en ligne)
- « Documents statistiques pour servir à l'histoire de la taille et de la lithotritie », dans La Revue médico-chirurgicale, 1849, p. 272-285 (lire en ligne)
- « De la dilatation du canal de l'urètre pour aider à l'extraction des calculs vésicaux chez l'homme », dans La Revue médico-chirurgicale, 1849, p. 342-345 (lire en ligne)

## Distinctions
- Officier de la Légion d'honneur (1855)[5]